# Bertrans (la Molsosa)
Bertrans és una masia situada al municipi de la Molsosa, a la comarca catalana del Solsonès. Es considera del segle XVII però podria ser anterior, i té una modificació realitzada l'any 1885.
Està situada a 781 m d'altitud, al límit nord-est del municipi al costat del nucli de Prades, al peu del camí de l'Obaquer. Està envoltada de camps de conreu.

## Descripció
Masia envoltada per cossos auxiliars destinats a coberts, corrals i garatges. De construcció tradicional amb parets de pedra i obertures petites. Coberta de teula àrab. De planta rectangular amb addició de diferents cossos annexes destinats actualment a habitatge però de construcció més recent. estructura en bon estat, ja que la masia s'ha rehabilitat. Arc escarser amb llinda de pedra dovella i estreps de pedra en l'entrada principal amb data de 1885. Construcció típica en moltes de les masies de la zona amb tres voltes de pedra a planta baixa. Cossos auxiliars alguns d'ells de pedra (pallissa). La resta de totxana i coberta d'uralita de construcció més recent, destinats a garatges, granges i coberts de magatzem.